# Hortenzija
Hortenzija (lat. Hydrangea) je rod od 101 vrste kritosjemenjača koje su nastale u južnoj i istočnoj Aziji, Kini, Koreji, Japanu, Himalaiji i Indoneziji, te Sjevernoj i Južnoj Americi. Većina vrsta su grmovi, oko 1-3 m visoki, ostale su mala stabla i penjačice, koje mogu doseći do 30 m u visinu uspinjući se na stabla. Mogu biti listopadne ili vazdazelene, a većina kultiviranih vrsta su listopadne.
Izvezene su na Azore u Portugalu. Najviše je vrsta izvezeno na otok Faial, koji je poznat kao plavi otok po ogromnom broju plavih hortenzija koje i sad rastu na otoku i na otok Flores.
Vrste u rodu  Schizophragma i u  Hydrangeaceae  poznate su kao obične hortenzije. Schizophragma hydrangeoides i Hydrangea petiolaris poznate su kao hortenzije penjačice.
Dvije su vrste cvatova hortenzije:
- Bujni cvatovi nalik na pompone
- Okrugli, pljosnati cvatovi s plodnim cvjetovima u sredini okruženim neplodnim cvjetovima.

Hortenzija cvjeta od ranog proljeća do kasne jeseni. Mnoge vrste imaju cvatove koje sadrže dva tipa cvjetova, male plodne cvjetove u sredini cvata i velike, neplodne cvjetove raspoređene u kružnicama oko centra svakog cvata. Ostale vrste imaju sve jednake i plodne cvjetove.

## Boje
Većina vrsta ima bijele cvjetove, ali cvjetovi nekih vrsta (naprimjer H. Macrophylla) mogu biti plavi, crveni, ružičasti, svjetloljubičasti, ili tamnoljubičasti. Boja cvjetova ovisi o pH vrijednosti tla; ako je tlo kiselo cvjetovi će biti plavi, ako je tlo neutralno cvjetovi će biti blijedi, a ako je alkalno bit će ružičasti ili ljubičasti. Ta promjena cvjetnog pigmenta ovisi o česticama aluminija, koje hortenzije sadržavaju.

## Popis vrsta
1. Hydrangea acuminata Siebold & Zucc.
2. Hydrangea albostellata Samain, Najarro & E. Martínez
3. Hydrangea alternifolia Siebold
4. Hydrangea amamiohsimensis (Koidz.) Y. De Smet & C. Granados
5. Hydrangea ampla (Chun) Y. De Smet & C. Granados
6. Hydrangea anomala D. Don
7. Hydrangea arborescens L.
8. Hydrangea arguta (Gaudich.) Y. De Smet & C. Granados
9. Hydrangea aspera Buch.-Ham. ex D. Don
10. Hydrangea asterolasia Diels
11. Hydrangea barbara (L.) Bernd Schulz
12. Hydrangea bifida (Maxim.) Y. De Smet & C. Granados
13. Hydrangea breedlovei Samain, Najarro & E. Martínez
14. Hydrangea bretschneideri Dippel
15. Hydrangea caerulea (Stapf) Y. De Smet & C. Granados
16. Hydrangea carroniae Samain & E. Martínez
17. Hydrangea caucana Engl.
18. Hydrangea chinensis Maxim.
19. Hydrangea choufeniana (Chun) comb. ined.
20. Hydrangea chungii Rehder
21. Hydrangea cinerea Small
22. Hydrangea coenobialis Chun
23. Hydrangea corylifolia (Chun) Y. De Smet & C. Granados
24. Hydrangea crassa (Hand.-Mazz.) Y. De Smet & C. Granados
25. Hydrangea daimingshanensis (C. Y. Wu) Y. De Smet & C. Granados
26. Hydrangea davidii Franch.
27. Hydrangea densifolia (C. F. Wei) Y. De Smet & C. Granados
28. Hydrangea diplostemona (Donn. Sm.) Standl.
29. Hydrangea durifolia Briq.
30. Hydrangea fauriei (Hayata) Y. De Smet & C. Granados
31. Hydrangea febrifuga (Lour.) Y. De Smet & C. Granados
32. Hydrangea fistulosa (G. H. Huang & G. Hao) U. B. Deshmukh & M. B. Shende
33. Hydrangea glaucescens (Rehder) Y. De Smet & C. Granados
34. Hydrangea goudotii Briq.
35. Hydrangea gracilis W. T. Wang & M. X. Nie
36. Hydrangea heteromalla D. Don
37. Hydrangea hirsuta (Gagnep.) Y. De Smet & C. Granados
38. Hydrangea hirta (Thunb.) Siebold
39. Hydrangea hydrangeoides (Siebold & Zucc.) Bernd Schulz
40. Hydrangea hypoglauca Rehder
41. Hydrangea integrifolia Hayata
42. Hydrangea involucrata Siebold
43. Hydrangea jelskii Szyszyl.
44. Hydrangea kawagoeana Koidz.
45. Hydrangea kwangsiensis Hu
46. Hydrangea kwangtungensis Merr.
47. Hydrangea lalashanensis S. S. Ying
48. Hydrangea lingii G. Hoo
49. Hydrangea linkweiensis Chun
50. Hydrangea liukiuensis Nakai
51. Hydrangea longifolia Hayata
52. Hydrangea longipes Franch.
53. Hydrangea luteovenosa Koidz.
54. Hydrangea macrocarpa Hand.-Mazz.
55. Hydrangea macrophylla (Thunb.) Ser.
56. Hydrangea mangshanensis C. F. Wei
57. Hydrangea marunoi Tagane & S. Fujii
58. Hydrangea mathewsii Briq.
59. Hydrangea megalocarpa (Chun) J. M. H. Shaw
60. Hydrangea minamitanii (H. Ohba) Yahara & Tagane
61. Hydrangea moellendorffii Hance
62. Hydrangea mollissima (Merr.) Y. De Smet & C. Granados
63. Hydrangea nahaensis Samain & E. Martínez
64. Hydrangea nebulicola Nevling & Gómez Pompa
65. Hydrangea obtusifolia (Hu) Y. De Smet & C. Granados
66. Hydrangea oerstedii Briq.
67. Hydrangea ofeliae Sodusta & Lumawag
68. Hydrangea otontepecensis Samain & E. Martínez
69. Hydrangea panamensis Standl.
70. Hydrangea paniculata Siebold
71. Hydrangea peruviana Moric.
72. Hydrangea petiolaris Siebold & Zucc.
73. Hydrangea pingtungensis S. S. Ying
74. Hydrangea platyarguta Y. De Smet & Samain
75. Hydrangea quercifolia Bartram
76. Hydrangea radiata Walter
77. Hydrangea robusta Hook. fil. & Thomson
78. Hydrangea sargentiana Rehder
79. Hydrangea scandens (L. fil.) Ser.
80. Hydrangea schizomollis Y. De Smet & C. Granados
81. Hydrangea schlimii Briq.
82. Hydrangea seemannii L. Riley
83. Hydrangea serrata (Thunb.) Ser.
84. Hydrangea serratifolia (Hook. & Arn.) F. Phil.
85. Hydrangea sikokiana Maxim.
86. Hydrangea sousae Samain, Najarro & E. Martínez
87. Hydrangea steyermarkii Standl.
88. Hydrangea strigosa Rehder
89. Hydrangea stylosa Hook. fil. & Thomson
90. Hydrangea taiwaniana Y. C. Liu & F. Y. Lu
91. Hydrangea tapalapensis Samain, Najarro & E. Martínez
92. Hydrangea tarapotensis Briq.
93. Hydrangea tetracarpa Hayata
94. Hydrangea tomentella (Hand.-Mazz.) Y. De Smet & C. Granados
95. Hydrangea trianae Briq.
96. Hydrangea viburnoides (Hook. fil. & Thomson) Y. De Smet & C. Granados
97. Hydrangea weberbaueri Engl.
98. Hydrangea xanthoneura Diels
99. Hydrangea xinfeniae W. B. Ju & J. Ru
100. Hydrangea yaoshanensis (C. Y. Wu) Y. De Smet & C. Granados
101. Hydrangea zhewanensis P. S. Hsu & X. P. Zhang
102. Hydrangea ×amagiana Makino
103. Hydrangea ×mizushimarum H. Ohba
104. Hydrangea ×versicolor (Fortune) J. M. H. Shaw
105. Hydrangea ×ytiensis (J. M. H. Shaw) J. M. H. Shaw

## Kultivacija i korist
Hortenzije su popularne ukrasne biljke, uzgajane zbog njihovih velikih cvatova. Hydrangea macrophylla ukrižana je s preko 600 raznih vrsta biljaka, najčešće odabiranih da imaju samo velike sterilne cvjetove u cvatovima. Neke je kultivirane vrste najbolje obrezivati svake godine kad se novo lišće tek pojavljuje.  Ako nisu dobro obrezane, grane će postati jako uvijene,  rast će sve dok težina grana ne postane veća od njihove snage, čija je posljedica savijanje grana prema dolje i vjerojatno njihovo prelamanje. Ostale vrste cvjetaju samo na starim granama, tj. ne cvjetaju iduće sezone ako se obrežu.
Neke su hortenzije umjereno otrovne za jelo; svi dijelovi biljke sadrže glikozide. Hydrangea paniculata ponekad se koristi kao opojno sredstvo, usprkos opasnosti od bolesti i smrtnoj dozi
cijanida.
U Koreji se vrsta Hydrangea serrata (hangul:산수국 hanja:山|水|菊)  koristi za biljni čaj, zvani sugukcha (수국차) ili ilsulcha (이슬차).  Japanski je ama-cha, (što znači slatki čaj) još jedan biljni čaj napravljen od vrste Hydrangea serrata, čiji listovi sadrže supstancu koja ima sladak ukus (phyllodulcin).  Za puniji ukus, svježi listovi se savijaju, kuhaju na pari i suše, i tako se dobiju tamnosmeđi listovi čaja.  Ama-cha uglavnom se koristi za kan-butsu-e (ceremoniju Budinog kupanja) 8. travnja svake godine — dan za koji se u Japanu vjeruje da je Budin rođendan. Ama-cha polijeva se po kipu Bude na toj ceremoniji. Prema legendi, na dan Budinog rođenja, devet je zmajeva polijevalo Amritu po njemu; ama-cha je zamijena za Amritu u Japanu.

## Galerija
- Hydrangea macrophylla
- Cvjetovi hortenzije.
- Hydrangea quercifolia
- Wild Hydrangea v. Annabelle
Hydrangea arborescens
- Hydrangea aspera ssp. sargentiana
- Hydrangea bretschneideri
- Hydrangea paniculata
- Hydrangea hirta

## Vanjske poveznice
- www.hydrangeaworld.com
- O hortenzijinom uzgoju  Arhivirana inačica izvorne stranice od 1. siječnja 2011. (Wayback Machine)
- Hydrangea arborescens slike na bioimages.vanderbilt.edu
- Hydrangea - obrezivanje i njega
- Vrste hortenzije
- "All About Hydrangeas" Stranica o svim tipovima hortenzije, uzgajanju, sušenju, venjenju, kultiviranju i dekoraciji.